# Космос (философия)

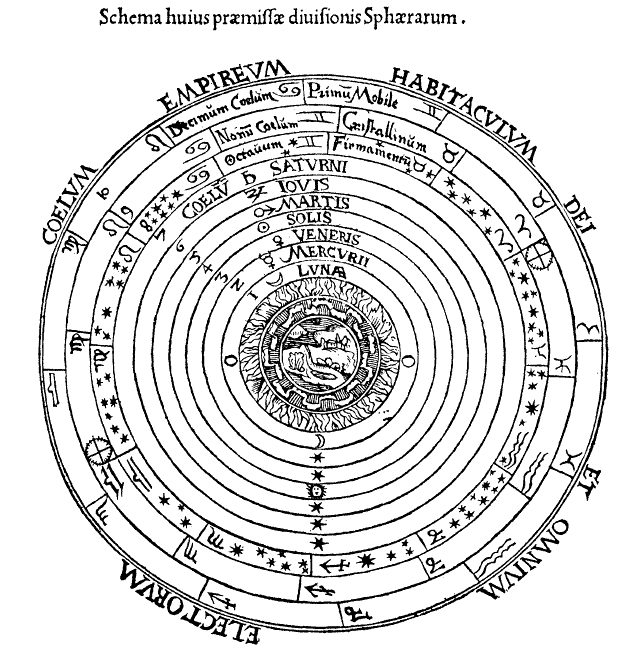
Античное и средневековое представление Космоса, изображённое в книге Петра Апиана «Космография» (Антверпен, 1539 год)

Ко́смос (др.-греч. κόσμος «порядок») — понятие древнегреческой философии и культуры, представление о природном мире как о пластически упорядоченном гармоническом целом. Противопоставлялся хаосу. Греки соединяли в понятии «космос» две функции — упорядочивающую и эстетическую.

## История
Термин «Космос» начинает употребляться в философском смысле уже в период становления первых философских школ Древней Греции. Согласно Диогену Лаэрцию, Пифагор был первым, кто назвал Вселенную «Космосом». Однако использование этого понятия зафиксировано ещё до Пифагора у Анаксимена и Анаксимандра. Оно широко употребляется у Гераклита, Парменида, Эмпедокла, Анаксагора, Демокрита и других досократиков.
Как отмечают, в поэмах Гомера общую картину мира можно рассматривать как первую — эпическую — модель античного космоса: «это как бы огромное жилище, в котором живут, действуют и борются люди и боги».

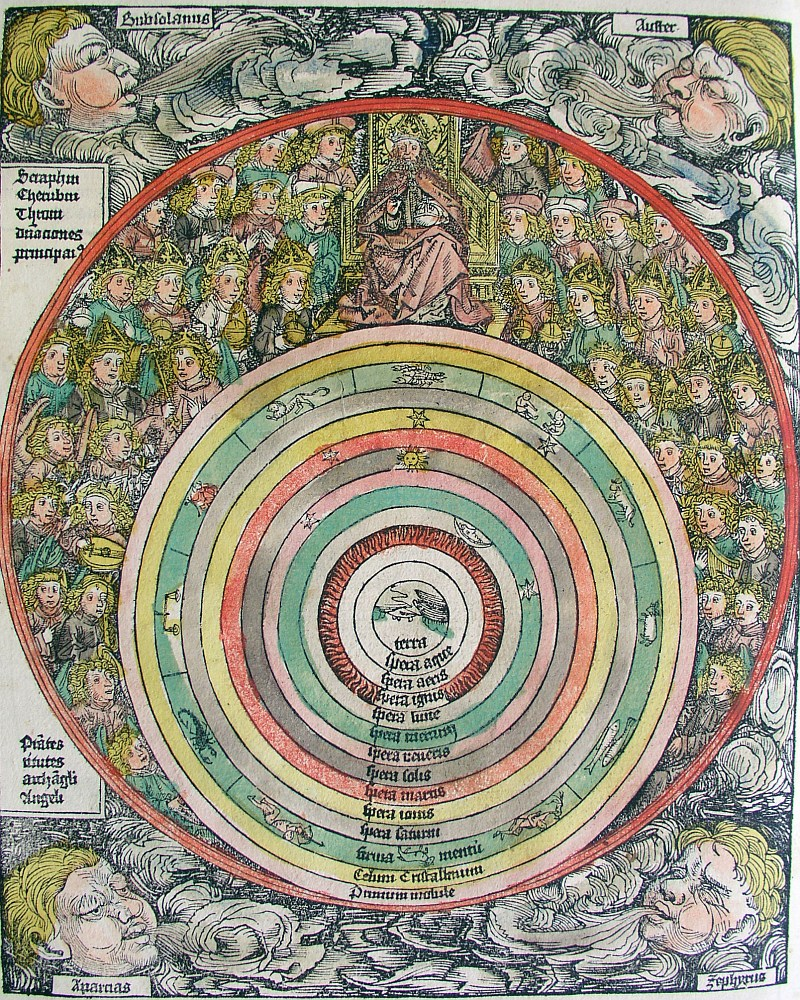
Христианский космос. Иллюстрация из Нюрнбергских хроник, 1493 год

Платон в диалоге «Тимей» рассматривает космос как живой, соразмерный организм, обладающий разумной душой, а человека — как часть космоса. Здесь же Платон формулирует трудность в объяснении устройства космоса: он божественен, значит, все небесные тела должны двигаться равномерно по круговым орбитам, однако движение планет противоречит этому требованию. Эту проблему пытались решить Евдокс и Каллипп в рамках теории гомоцентрических сфер.
Аристотель выступил с критикой пифагорейского и платоновского учения о строении космоса, в частности, отказался от учения о космической душе, заменив её космическим Умом.
В древнегреческой космологии Космос считался ограниченным, в его центре располагалась неподвижная Земля, вокруг которой вращались все небесные тела, включая Солнце. Звёзды располагались на периферии Космоса. Геоцентрическая система мира, доработанная в эллинистическую эпоху в рамках теории эпициклов (Гиппархом, Птолемеем и другими), господствовала до XVI века.
Стоики и неоплатоники в поздней античности, схоласты и христианские богословы в Средние века также включили в свои философские концепции учение о космосе. Философы и учёные эпохи Возрождения и раннего Нового времени (например, Коперник и Кеплер) обычно опирались на принципы античной космологии, однако в центре Космоса размещалось Солнце, а не Земля (см. Гелиоцентрическая система мира).
В Новое время понятие «космос» вытесняется из научного употребления, заменяясь понятием «Вселенная».
В некоторых славянских языках (русском, польском, болгарском, сербском) под космосом в настоящее время подразумевают пространство за пределами Земли («космическое пространство»).